# Erlend Mamelund
Erlend Mamelund (født 1. maj 1984 i Bærum, Norge) er en  forhenværende norsk håndboldspiller, som spillede for den tyske  tyske Bundesligaklub THW Kiel. Han har tidligere spillet for Helset IF, Haslum, HSG Nordhorn, SG Flensburg-Handewitt, FCK Håndbold, Haslum og Montpellier HB før han igen vendte tilbage til Haslum i januar 2013.. Med HSG Nordhorn var han i 2008 med til at vinde EHF Cuppen.
I sommeren 2015 giftede han sig med håndboldspilleren Karoline Næss Mamelund.
I 2016 valgte han at trække sig tilbage for at blive en del af Tom-Eirik Skarpsnos trænerhold.

## Landshold
Marmelund debuterede for det norske landshold den 29. juli 2005 i en kamp mod Polen. Siden da har han deltaget ved både VM i 2007 og VM i 2009.